# 종차별주의
종차별주의(speciesism)는 어떤 개체가 소속된 종에 기반한 차별의 일종이다. 심지어 중요성이 동등함에도 어떤 종에 속한 개체를 다른 종에 속한 개체보다 도덕적으로 더 중요하게 다루는 것을 포함한다.
이 용어는 종종 비건 진보주의자에 의해 사용되는데, 이들은 종차별주의는 인종 차별이나 성 차별과 유사한 편견이며, 이러한 편견으로 개체에 대한 취급은 소속된 종과 윤리적으로 관련 없는 육체적 차이에 의해 근거한다고 주장한다. 종차별주의는 집약적 축산이나, 투우, 로데오와 같은 오락을 위한 동물의 이용, 가죽이나 모피의 채취, 동물에 대한 실험 등의 형태로 동물 학대를 정당화하거나 고무시킨다고 여겨지며, 자연적인 과정으로 인하여 야생 상태에서 고통받는 인간이 아닌 동물을 구조하는 것을 거부하는 것 또한 종차별주의에 의해 유발된다고 생각된다.

## 정의(definition) 및 관련 문제
피터 싱어는 종차별주의를 “자기가 소속되어 있는 종의 이익을 옹호하면서 다른 종의 이익을 배척하는 편견 또는 왜곡된 태도”라고 정의했다. 하지만 이 정의에는 종차별주의가 "왜곡된 태도"라는 가치 평가가 들어있기 때문에 바람직하지 못한 정의라는 지적이 있다. 

## 종차별주의와 가장자리 논증
종차별주의를 주장하는 학자들이 논리의 근거로 삼는 논증에는 가장자리 논증이 있다. 가장자리 논증에 대해서 피터 싱어는 다음과 언급했다.  
자의식이나 자율성 혹은 어떤 유사한 특징이 인간과 동물을 구별하는데 도움을 줄 수 있다는 주장에 대해서는 다른 방식으로 반박할 수 있다. 즉 동물보다 더 자의식적이지도 못하고 자율적이지도 못한, 정신적으로 결함이 있는 인간이 있음을 환기시키는 것이다.

## 같이 보기
- 심층생태주의
- 생태주의
- 발생학적 오류
- 비거니즘
- 리처드 로티